# العلاقات المالديفية الكوستاريكية
العلاقات المالديفية الكوستاريكية هي العلاقات الثنائية التي تجمع بين المالديف وكوستاريكا.

## مقارنة بين البلدين
هذه مقارنة عامة ومرجعية للدولتين:
| وجه المقارنة                                              | [[تصنيف:صفحات تستخدم رمز علم غير موجود\|]] المالديف | كوستاريكا                                 |
| --------------------------------------------------------- | --------------------------------------------------- | ----------------------------------------- |
| المساحة (كم2)                                             | 298                                                 | 51.10 ألف                                 |
| عدد السكان (نسمة)                                         | 436.33 ألف                                          | 4.91 مليون                                |
| الكثافة السكانية (ن./كم²)                                 | 146.42 ألف                                          | 96.09                                     |
| العاصمة                                                   | ماليه                                               | سان خوسيه                                 |
| اللغة الرسمية                                             | اللغة الديفهي                                       | اللغة الإسبانية                           |
| العملة                                                    | روفيه مالديفية                                      | كولون كوستاريكي                           |
| الناتج المحلي الإجمالي (بليون دولار)                      | 4.60 مليار                                          | 57.06 مليار                               |
| الناتج المحلي الإجمالي (تعادل القوة الشرائية) بليون دولار | 5.23 مليار                                          | 74.98 مليار                               |
| الناتج المحلي الإجمالي الاسمي للفرد دولار أمريكي          | 8.39 ألف                                            | 11.26 ألف                                 |
| الناتج المحلي الإجمالي للفرد دولار أمريكي                 | 12.53 ألف                                           | 14.92 ألف                                 |
| مؤشر التنمية البشرية                                      | 0.706                                               | 0.766                                     |
| رمز المكالمات الدولي                                      | +960                                                | +506                                      |
| رمز الإنترنت                                              | .mv                                                 | .cr، قائمة نطاقات المستوى الأعلى للإنترنت |
| المنطقة الزمنية                                           | ت ع م+05:00                                         | 00                                        |

## منظمات دولية مشتركة
يشترك البلدان في عضوية مجموعة من المنظمات الدولية، منها:
| علم المنظمة | اسم المنظمة                        | تاريخ انضمام المالديف | تاريخ انضمام كوستاريكا |
| ----------- | ---------------------------------- | --------------------- | ---------------------- |
|             | الاتحاد البريدي العالمي            | ?                     | ?                      |
|             | يونسكو                             | 18 يوليو 1980         | 19 مايو 1950           |
|             | البنك الدولي للإنشاء والتعمير      | 13 يناير 1978         | 8 يناير 1946           |
|             | وكالة ضمان الاستثمار متعدد الأطراف | 19 مايو 2005          | 8 فبراير 1994          |
|             | منظمة التجارة العالمية             | ?                     | ?                      |
|             | الاتحاد الدولي للاتصالات           | 28 فبراير 1967        | 13 سبتمبر 1932         |
|             | مؤسسة التمويل الدولية              | 2 فبراير 1983         | 20 يوليو 1956          |
|             | منظمة الشرطة الجنائية الدولية      | ?                     | ?                      |
|             | الأمم المتحدة                      | 21 سبتمبر 1965        | 2 نوفمبر 1945          |
|             | مؤسسة التنمية الدولية              | 13 يناير 1978         | 30 يونيو 1961          |
|             | منظمة حظر الأسلحة الكيميائية       | ?                     | ?                      |

## وصلات خارجية
- موقع وزارة الخارجية المالديفية
- موقع وزارة الخارجية الكوستاريكية